# エリザベス・テイラー (作家)
エリザベス・テイラー（Elizabeth Taylor、1912年7月3日 - 1975年11月19日）は、イギリスの作家。
バークシャー州レディング生まれ。家庭教師として働いたあと、1936年ジョン・テイラーと結婚。労働党を支持した。1945年最初の小説『リピンコット夫人のところ』を刊行。生涯で11の長編小説を書き、1957年の『エンジェル』は2007年にフランソワ・オゾン監督によって同名で映画化され、1971年の『クレアモントホテル』は2005年にダン・アイアランド監督によって同名で映画化された。

## 日本語訳
- 『エンジェル』最所篤子訳 ランダムハウス講談社 2007
  - 『エンジェル』小谷野敦訳 白水社 2007
- 『クレアモントホテル』最所篤子訳 集英社文庫　2010